# Щефан Клос
Щефан Клос (на немски: Stefan Klos) е бивш германски футболист, роден на 16 август 1971 г. в Дортмунд. Играе на поста вратар. Прекратява кариерата си през 2007 г. след серия от контузии.
През 1990 г. Клос преминава в Борусия Дортмунд и още през сезон 1991/1992 успява да се пребори за титулярното място. Той е с голям принос за успехите на отбора в началото и средата на 90-те години, както на домашвата, така и на мужзународната сцена. Най-големите му успехи са спечелването на Шампионската лига, Междуконтиненталната купа и Бундеслигата (2 пъти). През 1998 г. е привлечен от Глазгоу Рейндъжрс, където четири пъти печели Шотландската Висша Лига, а от 2004 г. е капитан на отбора.
Въпреки стабилните си изяви, Клос остава в сянката на Андреас Кьопке, Оливер Кан и Йенс Леман и не записва нито един мач за А отбора на Германия. Номиниран е за трети вратар за Евро 1996, но пропуска първенството заради счупен палец.

## Успехи
Борусия Дортмунд
- Първа Бундеслига
  - Шампион – 1995, 1996
  - Вицешампион – 1992
  - Трето място – 1997
  - Четвърто място – 1993, 1994
- Шампионска лига
  - Шампион – 1997
- Купа на УЕФА
  - Финалист – 1993
  - Полуфиналист – 1995
- Междуконтинентална купа
  - Носител – 1997
- Суперкупа на Германия
  - Носител – 1995, 1996

 Глазгоу Рейнджърс
- Шотландска Висша Лига
  - Шампион – 1999, 2000, 2003, 2005
  - Вицешампион – 2001, 2002, 2004, 2007
  - Трето място – 2006
- Купа на Шотландия
  - Носител – 1999, 2000, 2002, 2003
- Купа на Лигата
  - Носител – 2002, 2003, 2005